# Фристайл на зимових Олімпійських іграх 1988
Фристайл був показовим видом програми на зимових Олімпійських іграх 1988. Це була перша поява цього виду спорту на Олімпійських іграх. Змагання з акробатики та балету відбулись у Канадському олімпійському парку в Калгарі, а з могулу - на лижному курорті Накіска (Канада).

## Таблиця медалей
| Місце               | Країна              | Золото | Срібло | Бронза | Загалом |
| ------------------- | ------------------- | ------ | ------ | ------ | ------- |
| 1                   | ФРН (FRG)           | 2      | 1      | 0      | 3       |
| 2                   | Франція (FRA)       | 1      | 2      | 1      | 4       |
| 3                   | США (USA)           | 1      | 2      | 0      | 3       |
| 4                   | Канада (CAN)        | 1      | 0      | 1      | 2       |
| 4                   | Швеція (SWE)        | 1      | 0      | 1      | 2       |
| 6                   | Норвегія (NOR)      | 0      | 1      | 1      | 2       |
| 7                   | Швейцарія (SUI)     | 0      | 0      | 2      | 2       |
| Загалом (7 збірних) | Загалом (7 збірних) | 6      | 6      | 6      | 18      |

## Чоловіки

### Могул
| Місце | Спортсмен                 | Бали  |
| ----- | ------------------------- | ----- |
| 1     | Гакан Ганссон (SWE)       | 39.56 |
| 2     | Ганс Енґельсен Ейде (NOR) | 39.37 |
| 3     | Едгар Гроспірон (FRA)     | 37.71 |
| 4     | Пет Анрі (CAN)            | 35.59 |
| 5     | Стів Десовіч (USA)        | 35.15 |
| 6     | Лассе Фелен (SWE)         | 34.64 |

### Акробатика
| Місце | Спортсмен             | Бали   |
| ----- | --------------------- | ------ |
| 1     | Жан-Марк Розон (CAN)  | 410.93 |
| 2     | Дідьє Меда (FRA)      | 380.77 |
| 3     | Ллойд Ланґлуа (CAN)   | 377.97 |
| 4     | Кріс Феддерсен (USA)  | 376.24 |
| 5     | Жан-Марк Баскен (FRA) | 348.75 |
| 6     | Сонні Шенбехлер (SUI) | 340.94 |

### Балет
| Місце | Спортсмен               | Бали |
| ----- | ----------------------- | ---- |
| 1     | Герман Райтберґер (FRG) | 46.6 |
| 2     | Лейн Спіна (USA)        | 45.6 |
| 3     | Руне Крістіансен (NOR)  | 44.0 |
| 4     | Річард Пірс (CAN)       | 43.0 |

## Жінки

### Могул
| Місце | Спортсменка                | Бали  |
| ----- | -------------------------- | ----- |
| 1     | Татьяна Міттермаєр (FRG)   | 36.16 |
| 2     | Рафаель Моно (FRA)         | 34.91 |
| 3     | Конні Кісслінґ (SUI)       | 34.07 |
| 4     | Стіне Лісе Гаттестад (NOR) | 33.39 |
| 5     | Лілі Морріссон (CAN)       | 31.84 |
| 6     | Мелані Паленік (USA)       | 28.64 |

### Акробатика
| Місце | Спортсменка          | Бали   |
| ----- | -------------------- | ------ |
| 1     | Мелані Паленік (USA) | 268.83 |
| 2     | Соня Райхарт (FRG)   | 267.03 |
| 3     | Карін Гернскоґ (SWE) | 245.98 |

### Балет
| Місце | Спортсменка          | Бали  |
| ----- | -------------------- | ----- |
| 1     | Крістін Россі (FRA)  | 45.8  |
| 2     | Джен Бухер (USA)     | 44.0  |
| 3     | Конні Кісслінґ (SUI) | 43.2  |
| 4     | Люсі Барма (CAN)     | 40.8  |
| 5     | Мартін Нувен (NED)   | 36.39 |